# ديريك إيتون
ديريك إيتون (بالإنجليزية: Derek Eaton)‏ هو قسيس نيوزيلندي، ولد في 10 سبتمبر 1941.